# Тиери Анри
Тиерѝ Даниѐл Анрѝ (на френски: Thierry Daniel Henry) е бивш френски футболист, нападател. Анри става известен по време на престоя си в Арсенал, където държи рекорда за най-много отбелязани голове за бившия си клуб както в шампионата, така и във всички състезания. Анри не е типичен нападател и често се връща назад, за да поеме топката от средата на терена. Най-силните страни в неговата игра са бързината, елегантното поемане на топката и завършването на атаката. Той е двукратен подгласник на отличието „Футболист на годината на ФИФА“ през 2003 и 2004 г., а през 2006 г. става първият футболист, отбелязал над 20 гола в пет поредни сезона на английската Висша лига. Носител е на наградата „Златна обувка“ за 2004 и 2005 г. Анри напуска Арсенал през 2007 г. и изиграва три сезона в Барселона, където успява да спечели Шампионската лига и всички отличия на клубно ниво в испанския футбол. През 2010 г. Анри преминава в Ню Йорк Ред Булс, където изиграва последните си четири сезона като професионален футболист.
Анри е водещият голмайстор на националния отбор по футбол на Франция с 51 гола в 123 мача. С националите Анри става световен шампион през 1998 г., европейски шампион през 2000 г. и играе на финала на световното първенство през 2006 г.

## Кариера

### Ранни години
Анри постъпва в академията на Френската футболна федерация в Клерфонтен. Играе в младежките формации на „Les Ulis“ (1983-1989), „Palaiseau“ (1989-1990), „Viry-Châtillon“ (1990-1992) и ФК „Версай“ (1992-1993). Започва професионалната си кариера в „Монако“ и дебютира в ръководения от Арсен Венгер отбор на 17-годишна възраст. Венгер използва Анри като крило, тъй като нападението се води от бразилеца Сони Андерсон.
Французинът дебютира за националния отбор през октомври 1997 г. срещу ЮАР. Анри е част от състава на световните шампиони от Световното първенство във Франция през 1998 г. и дели първото място по общия брой голове за Франция. На 14 юли, когато се чества годишнината от превземането на Бастилията, Анри е удостоен с орден на Почетния легион. Освен това играе за „петлите“ и на Европейското първенство през 2000 г., когато шампион отново става Франция. На това първенство Анри записва три попадения. Голмайстор на турнира за Купата на конфедерациите през 2003 г., на който е отличен и като най-добър футболист на турнира.
След като прави впечатление със своята игра на Световното първенство през 1998 г., Анри напуска „Монако“ и се присъединява към италианския гранд „Ювентус“ през януари 1999 г. за сумата от 14 милиона паунда. Анри играе на неприличната за него позиция по крилото и за 18 мача успява да отбележи едва 3 гола.

### Арсенал
През август 1999 г. Анри е продаден на лондонския „Арсенал“ за 10,5 милиона паунда, където старши треньор е неговият сънародник и бивш наставник Арсен Венгер. В „Арсенал“ Венгер превръща Анри в централен нападател. Той е рекордьор по брой голове за „артилеристите“ и е капитан на отбора от лятото на 2005 г. след като Патрик Виейра напуска клуба малко преди това. На 18 октомври 2005 г. Анри отбелязва два гола срещу „Спарта“ (Прага) и така надминава рекорда на Йън Райт от 185 гола за „Арсенал“ във всички състезания. На 1 февруари 2006 г. записва още едно попадение на своята сметка, този път срещу „Уест Хем Юнайтед“, и така чупи рекорда на Клиф Бастин за най-много голове за „Арсенал“ в първенството. По време на сезон 2005/06 вкарва 100-тния си гол на „Хайбъри“, което също е клубен рекорд. Освен това е автор на много асистенции, като през сезон 2002/03 те са общо 20, рекорд във Висшата лига.
Анри е носител на множество отличия, сред които „футболист на годината“ според Асоциацията на футболните журналисти (2003, 2004), „състезател на годината“ според Професионалната футболна асоциация (2003, 2004) и „футболист на годината на Франция“ (2000, 2003, 2004, 2005). С негова помощ „Арсенал“ е непобедим в 49 мача, но не успява да се сдобие с наградата „Футболист на годината на ФИФА“ и завършва две поредни години на второ място в тази класация. През сезон 2004/05, когато Арсенал са сребърни медалисти във Висшата лига на Англия, Анри печели отличието „Златна обувка“ за втора поредна година, макар че през 2005 г. го дели с Диего Форлан от „Виляреал“. Анри е първият футболист, успял да задържи отличието.

### Барселона
На 25 юни 2007 г. подписва за 4 години с отбора на Барселона, след като испанците плащат 24 млн. евро на Арсенал за услугите на играча. Анри спомага за спечелването на Шампионската лига през 2009 г., като вкарва 26 гола през сезона и оформя силен тандем с младия Лионел Меси и Самуел Ето'о. През сезон 2008-2009 Барселона печели требъл, а до края на календарната година също и Суперкупата на Испания, Суперкупата на Европа и Световното клубно първенство. Aнри изиграва общо 3 сезона за каталунците но напредващата възраст на нападателя и засилената конкуренция в отбора го карат да потърси ново предизвикателство извън Европа.

### Ню Йорк Ред Булс
През лятото на 2010 г. Анри преминава в американския Ню Йорк Ред Булс където изиграва 4 сезона. В края на 2011 г. по време на зимната пауза в американския футбол Анри започва тренировки с бившия си отбор - Арсенал. На 6 януари 2012 г., той преминава в Арсенал за 2 месеца под наем. Отболязва три гола в седемте изиграни мача за бившия си отбор.
На 16 декември 2014 г. обявява края на кариерата си.

## Статистика

### Клубни отбори
| Клуб              | Сезон             | Шампионат | Шампионат | Купа   | Купа   | Европейски турнири1 | Европейски турнири1 | Други турнири2 | Други турнири2 | Общо   | Общо   |
| Клуб              | Сезон             | Мачове    | Голове    | Мачове | Голове | Мачове              | Голове              | Мачове         | Голове         | Мачове | Голове |
| ----------------- | ----------------- | --------- | --------- | ------ | ------ | ------------------- | ------------------- | -------------- | -------------- | ------ | ------ |
| Монако            | 1994–95           | 8         | 3         | 0      | 0      | 0                   | 0                   | 0              | 0              | 8      | 3      |
| Монако            | 1995–96           | 18        | 3         | 3      | 0      | 1                   | 0                   | 0              | 0              | 22     | 3      |
| Монако            | 1996–97           | 36        | 9         | 3      | 0      | 9                   | 1                   | 0              | 0              | 48     | 10     |
| Монако            | 1997–98           | 30        | 4         | 5      | 0      | 9                   | 7                   | 0              | 0              | 44     | 11     |
| Монако            | 1998–99           | 13        | 1         | 1      | 0      | 5                   | 0                   | 0              | 0              | 19     | 1      |
| Монако            | Общо              | 105       | 20        | 12     | 0      | 24                  | 8                   | 0              | 0              | 141    | 28     |
| Ювентус           | 1998–99           | 16        | 3         | 1      | 0      | 0                   | 0                   | 2              | 0              | 19     | 3      |
| Ювентус           | 1999–00           | 0         | 0         | 0      | 0      | 1                   | 0                   | 0              | 0              | 1      | 0      |
| Ювентус           | Общо              | 16        | 3         | 1      | 0      | 1                   | 0                   | 2              | 0              | 20     | 3      |
| Арсенал           | 1999–00           | 31        | 17        | 5      | 1      | 12                  | 8                   | 0              | 0              | 48     | 26     |
| Арсенал           | 2000–01           | 35        | 17        | 4      | 1      | 14                  | 4                   | 0              | 0              | 53     | 22     |
| Арсенал           | 2001–02           | 33        | 24        | 5      | 1      | 11                  | 7                   | 0              | 0              | 49     | 32     |
| Арсенал           | 2002–03           | 37        | 24        | 5      | 1      | 12                  | 7                   | 1              | 0              | 55     | 32     |
| Арсенал           | 2003–04           | 37        | 30        | 3      | 3      | 10                  | 5                   | 1              | 1              | 51     | 39     |
| Арсенал           | 2004–05           | 32        | 25        | 1      | 0      | 8                   | 5                   | 1              | 0              | 42     | 30     |
| Арсенал           | 2005–06           | 32        | 27        | 1      | 1      | 11                  | 5                   | 1              | 0              | 45     | 33     |
| Арсенал           | 2006–07           | 17        | 10        | 3      | 1      | 7                   | 1                   | 0              | 0              | 27     | 12     |
| Арсенал           | Общо              | 254       | 174       | 27     | 9      | 85                  | 42                  | 4              | 1              | 370    | 226    |
| Барселона         | 2007–08           | 30        | 12        | 7      | 4      | 10                  | 3                   | 0              | 0              | 47     | 19     |
| Барселона         | 2008–09           | 29        | 19        | 1      | 1      | 12                  | 6                   | 0              | 0              | 42     | 26     |
| Барселона         | 2009–10           | 21        | 4         | 1      | 0      | 6                   | 0                   | 4              | 0              | 32     | 4      |
| Барселона         | Общо              | 80        | 35        | 9      | 5      | 28                  | 9                   | 4              | 0              | 121    | 49     |
| Ред Булс          | 2010              | 11        | 2         | 0      | 0      | 0                   | 0                   | 1              | 0              | 12     | 2      |
| Ред Булс          | 2011              | 26        | 14        | 0      | 0      | 0                   | 0                   | 3              | 1              | 29     | 15     |
| Ред Булс          | 2012              | 25        | 15        | 0      | 0      | 0                   | 0                   | 2              | 0              | 27     | 15     |
| Ред Булс          | 2013              | 30        | 10        | 0      | 0      | 0                   | 0                   | 2              | 0              | 32     | 10     |
| Ред Булс          | 2014              | 30        | 10        | 0      | 0      | 0                   | 0                   | 5              | 0              | 35     | 10     |
| Ред Булс          | Общо              | 122       | 51        | 0      | 0      | 0                   | 0                   | 13             | 1              | 135    | 52     |
| Арсенал           | 2011–12           | 4         | 2         | 2      | 1      | 1                   | 0                   | 0              | 0              | 7      | 3      |
| Арсенал           | Общо              | 258       | 175       | 29     | 10     | 86                  | 42                  | 4              | 1              | 378    | 228    |
| Общо за кариерата | Общо за кариерата | 581       | 284       | 51     | 15     | 139                 | 59                  | 23             | 2              | 794    | 360    |

1Европейските турнири включват Шампионска лига, Купа на УЕФА и Купа Интертото

2Други турнири включват баражи за Купата на УЕФА, Къмюнити Шийлд, Суперкупа на Испания, Суперкупа на Европа и Световно клубно първенство

### Национален отбор
| Франция | Франция | Франция |
| Година  | Участия | Голове  |
| ------- | ------- | ------- |
| 1997    | 1       | 0       |
| 1998    | 10      | 2       |
| 1999    | 0       | 0       |
| 2000    | 14      | 6       |
| 2001    | 7       | 3       |
| 2002    | 10      | 3       |
| 2003    | 14      | 11      |
| 2004    | 13      | 3       |
| 2005    | 6       | 3       |
| 2006    | 16      | 8       |
| 2007    | 6       | 5       |
| 2008    | 11      | 4       |
| 2009    | 9       | 3       |
| 2010    | 6       | 0       |
| Общо    | 123     | 51      |

### Голов коефициент
| Общо за кариерата | Общо за кариерата | Общо за кариерата | Общо за кариерата |
| Отбор             | Мачове            | Голове            | Голове на мач     |
| ----------------- | ----------------- | ----------------- | ----------------- |
| Клубни отбори     | 794               | 360               | 0,45              |
| Франция           | 123               | 051               | 0,41              |
| Общо              | 917               | 411               | 0,45              |

## Успехи

### Монако
- Лига 1 – 1 (1997)

### Арсенал
- Английска висша лига – 2 (2002, 2004)
- ФА Къп – 3 (2002, 2003, 2005)
- Къмюнити Шийлд – 2 (2002, 2004)

### Барселона
- Шампионска лига – 1 (2009)
- Суперкупа на Европа – 1 (2009)
- Световно клубно първенство – 1 (2009)
- Примера Дивисион – 2 (2009, 2010)
- Купа на Kраля – 1 (2009)
- Суперкупа на Испания – 1 (2009)

### Национален отбор
- Световно първенство – злато (1998)
- Световно първенство – сребро (2006)
- Европейско първенство – злато (2000)
- Купа на Конфедерациите – злато (2003)

### Индивидуални
- Златна обувка – 2 (2004, 2005)
- Идеален отбор на годината на ФИФА – 3 (2005, 2006, 2007)
- Идеален отбор на годината на УЕФА – 5 (2001, 2002, 2003, 2004, 2006)
- Футболист на годината във Франция – 5 (2000, 2003, 2004, 2005, 2006)
- Футболист на годината във Висшата лига – 2 (2003, 2004)
- Златната обувка на Висшата лига – 4 (2001, 2004, 2005, 2006)
- Идеален отбор на Висшата лига – 6 (2001, 2002, 2003, 2004, 2005, 2006)
- Гол на годината във Висшата лига – 1 (2003)
- Идеален отбор на МЛС – 2 (2011, 2012)
- Идеален отбор на Световното първенство – 1 (2006)
- Идеален отбор на Европейското първенство – 1 (2000)
- Златната топка на Купа на Конфедерациите – 1 (2003)
- Златната обувка на Купа на Конфедерациите – 1 (2003)
- ФИФА 100

### Рекорди
- Най-много голове с екипа на Франция – 51
- Най-много голове с екипа на Арсенал във всички турнири – 228
- Най-много голове с екипа на Арсенал във Висшата лига – 176
- Най-много мачове с екипа на Арсенал в Европейските турнири – 85
- Най-много голове с екипа на Арсенал в Европейските турнири – 42